# Bembidion pilatei
Bembidion pilatei är en skalbaggsart som beskrevs av Chandoir. Bembidion pilatei ingår i släktet Bembidion och familjen jordlöpare. Inga underarter finns listade i Catalogue of Life.